# Katrin Zeller
Katrin Zeller (Oberstdorf, 1 maart 1979) is een Duitse langlaufster.

## Carrière
Zeller maakte haar wereldbekerdebuut in december 1999 in Garmisch-Partenkirchen, waarna het meer dan vier jaar duurde voordat de Duitse voor de tweede maal aan de start stond van een wereldbekerwedstrijd. In januari 2006 scoorde Zeller in Lago di Tesero, Italië haar eerste wereldbekerpunt, ruim een jaar later finishte ze in Changchun voor de eerste maal in carrière in de toptien. In Sapporo, Japan nam Zeller deel aan de wereldkampioenschappen langlaufen 2007. Op dit toernooi eindigde ze als vijfentwintigste op de 30 kilometer klassiek, als negenentwintigste op de 10 kilometer vrije stijl en als tweeëndertigste op de achtervolging. In maart 2008 stond ze in Lahti voor de eerste maal in haar carrière op het podium tijdens een wereldbekerwedstrijd. Op de wereldkampioenschappen langlaufen 2009 in het Tsjechische Liberec eindigde de Duitse als zeventiende op de achtervolging en als achttiende op de 10 kilometer klassiek. Op de 4x5 kilometer estafette veroverde ze samen met Evi Sachenbacher-Stehle, Miriam Gössner en Claudia Nystad de zilveren medaille, samen met Evi Sachenbacher-Stehle eindigde ze als zevende op het onderdeel teamsprint.

## Resultaten

### Wereldkampioenschappen
| Jaar | Plaats  | Resultaten                                                                                                 |
| ---- | ------- | --- |
| 2007 | Sapporo | 25e 30 km (klassieke stijl) 29e 10 km (vrije stijl) 32e 15 km achtervolging                                |
| 2009 | Liberec | 17e 15 km achtervolging · 18e 10 km (klassieke stijl) · 4x5 km estafette · 7e Teamsprint (klassieke stijl) |

### Wereldbeker

#### Eindklasseringen
| Seizoen   | Plaats | Punten |
| --------- | ------ | ------ |
| 2005/2006 | 104e   | 8      |
| 2006/2007 | 35e    | 120    |
| 2007/2008 | 17e    | 449    |
| 2008/2009 | 25e    | 306    |